# 스파이더웹 작전
스파이더웹 작전(Operation Spiderweb)은 러시아의 우크라이나 침공 중 2025년 6월 1일 러시아 깊숙한 곳에서 우크라이나 보안국(SBU)이 수행한 드론 공격이다.
러시아 영토 내 트럭에 은닉하여 발사한 드론을 이용하여 벨라야, 디아길레보, 이바노보 세베르니, 올레냐, 우크라인카 등 5개 공군기지에 있는 러시아 공군의 장거리 항공자산을 공격했다.

## 역사
우크라이나 관리에 따르면, 이 공격은 전쟁 당시까지 러시아 공군 기지에 가해진 가장 큰 규모의 드론 공격으로, 117대의 드론이 투입되어 40대 이상의 항공기에 피해를 입혔으며, 러시아는 이 공격이 실제로 발생했음을 확인했다. 5개 시간대의 5개 주에 걸쳐 전례 없는 지리적 침투가 주목을 받았다. 특히 우크라이나에서 4,300km 떨어진 동시베리아의 벨라야 공군기지 공격이 확인되었다.
젤렌스키 대통령은 "작전에는 총 117대의 드론이 사용됐으며, 준비에는 1년 반이 넘게 걸렸다"며 "SBU가 러시아 연방보안국(FSB) 지역사무소 바로 옆에 작전 본부를 설치했다. 모든 요원이 작전 전날 러시아에서 철수했다"고 말했다.
우크라이나는 이번 공격으로 전략폭격기 40여 대를 타격하고 70억달러(약 9조6500억원) 상당의 피해가 발생했다고 주장했다. 피해를 입은 러시아 항공기에는 Tu-95, Tu-22 폭격기와 베리예프 A-50 공중조기경보통제기가 포함됐다. 볼로디미르 젤렌스키 우크라이나 대통령은 이번 공격으로 러시아 장거리 폭격기의 34%가 파괴되거나 무력화됐다고 밝혔다.
우크라이나 국방 분석가 세르히 쿠잔은 “세계 어떤 국가의 정보 작전도 이와 같은 일을 한 적이 없다”며 “총 120대 정도의 러시아 전략폭격기 중 40대를 공격했다”고 평가했다. 우크라이나 군사 블로거 올렉산드르 코발렌코는 “피해 규모가 너무 커서 러시아 군산복합체가 현재 상태로는 가까운 미래에 복구하기 어려울 것”이라고 전망했다.

## 가성비
이번 우크라이나의 폭격은 '가성비' 측면에서 성공을 거뒀다는 평가를 받고 있다. 공습으로 파괴된 러시아 군용기는 핵폭탄을 투하할 수 있는 'TU-160' 전략폭격기와 조기경보통제기 등으로 가장 비싼 것은 한 대 값이 한화 4000억 원에 달하는 것으로 추정된다. 이를 파괴한 우크라이나 드론 1대 값은 적게는 40만 원에 불과해 최대 100만 배 차이가 난다. 파괴된 전략폭격기만 41대로, 피해액만 우리 돈 약 10조 원에 달한다.

## 러시아 공군기지

### 벨라야
이르쿠츠크주 벨라야 공군기지가 공격당했으며, 지역 주민들과 주지사가 이를 확인했다.
OSINT 프로젝트 AviVector에 따르면, 공격 전날 공군기지에는 전략 항공기 52대(Tu-22M3 폭격기 35대, Tu-95MS 폭격기 6대, Tu-160 폭격기 7대)와 MiG-31 전투기 30대, 그리고 보조 및 수송 항공기 8대가 있었다.

### 올레냐
무르만스크 남부 올레냐 공군기지에 전략 항공기가 대량 배치되었다는 언론 보도 이후, 해당 공군기지는 FPV 드론 공격을 받아 여러 전략 항공기가 파괴되거나 손상되었다.
러시아 언론은 올레냐에서의 공격을 보도했지만, 방공 시스템은 작동 중이었다고 보도했다.
근처 주유소에 정차한 트럭에서 드론이 발사되었다. 최소 10건의 폭발이 발생했다.
당국은 주민들의 올레냐스크 출입을 금지했다.
공군기지에는 핵무기를 탑재한 Tu-95 폭격기가 배치되어 있었다.
OSINT 프로젝트 AviVector에 따르면, 5월 26일 기준 Tu-95MS 2대, Tu-160 3대, Su-34 2대가 공군기지에 배치되어 있었다.

### 디아길레보
디아길레보 공군기지

### 이바노보 세베르니
이바노보 세베르니 공군기지

### 우크라인카
아무르주 세리셰보 인근 우크라인카 공군기지가 작전의 목표가 될 예정이었다. 그러나 FPV 드론을 실은 트럭이 폭발하면서 공군기지 공격은 무산되었다.

## 진주만 공격
우크라이나의 동맹국들과 서방 언론은 이 작전이 러시아에 진주만 공격과 비견될 만한 타격을 안겼다며 높이 평가하고 있다. 일본은 1941년 12월 '난공불락의 요새'로 여겨졌던 하와이를 공격해 미국을 충격에 빠뜨린 바 있다.
워싱턴 포스트는 칼럼에서 “1일 일요일 우크라이나 드론 공격을 당한 러시아는 1941년 12월 7일 일요일 일본군의 진주만 폭격을 당한 미국 만큼의 충격을 받았을 것”이라며 ‘전쟁의 규칙을 다시 썼다고 표현했다.
영국 BBC 방송은 이번 드론 공격은 2022년 2월 러시아와의 전쟁 시작 뒤 우크라이나가 보여준 가장 정교한 작전이라고 평가했다.